# Ključ (région)
Pour les articles homonymes, voir Ključ.
Ključ (en serbe cyrillique : Кључ) est une région située au nord-est de la Serbie. Elle constitue un sous-ensemble de la région plus vaste de la Timočka Krajina.

## Localités
Les localités les plus importantes de la région de Ključ sont Kladovo et Brza Palanka.